# Front National (Belgien)
Front national (Nationella fronten, FN) var ett högerextremt parti i Belgien, grundat 1985. Partiet var inte medlem i något europeiskt parti och hade inga mandat i Europaparlamentet. Däremot hade partiet ett mandat efter Europaparlamentsvalet 2004. Från 1990-talet var partiet representerat i Belgiens representantkammare, och sedan 2000-talet även i Belgiens senat. Vid parlamentsvalet i Belgien 2010 förlorade dock Front National sin parlamentariska representation i båda kamrarna. Partiet upplöstes 2012